# Sac de survie
Ne doit pas être confondu avec Kit de survie.
Un sac de survie est un sac dans lequel on glisse les personnes souffrant d'hypothermie qui ne peuvent pas être secourues par de meilleurs moyens du fait de l'éloignement des infrastructures adéquates. Généralement de couleur dorée ou orange pour être visible de loin par les secouristes, il est aisément transportable par les randonneurs du fait de la finesse des matériaux utilisés pour le fabriquer,.